# Основні принципи ефективного нагляду
«Основні Принципи ефективного банківського нагляду» вперше опубліковано Базельським комітетом з питань банківського нагляду у вересні 1997 року. В рамках перегляду документу у 2006 році внесено кілька незначних змін.
Разом з «Методологічними Роз'ясненнями до Основних Принципів ефективного банківського нагляду» 1999 року «Основні Принципи» використовуються країнами як стандарти пруденційного регулювання і нагляду для оцінки якості систем нагляду та пруденційного регулювання, а також для планування діяльності у цій сфері з метою досягнення базового рівня ефективної та надійної практики наглядової та регулятивної політики. Вони також використовуються «Міжнародним Валютним Фондом» та Світовим Банком у контексті Програми Оцінки Фінансового Сектору в цілях оцінки поточної ситуації того, як та чи інша країна виконує ці принципи.
Починаючи з 1997 року, відбулися значні зміни у системі банківського регулювання, було накопичено значний досвід у сфері впровадження Основних Принципів в кожній конкретній країні, з'явилися нові аспекти регуляторної політики. Така оцінка виявила слабкі місця в існуючій системі банківського нагляду і регулювання і дозволила закласти основу для виправних дій державних органів і банківського нагляду. Все це знайшло відбиття у нових публікаціях, що видаються Базельським Комітетом, зокрема у «Базель II», а особливо у новій версії самих «Основних принципів».
При перегляді Основних Принципів ефективного банківського нагляду та Методологічних роз'яснень до них Комітет мав на меті забезпечення неперервності та можливості порівняння нового варіанту з варіантом 1997 року. Варіант, прийнятий у 1997 році, працював досить добре, і показав, що він гідно пройшов випробування часом. Таким чином, метою було не стільки радикально переписати Основні Принципи, а радше сконцентруватися на тих аспектах, де необхідно здійснити гармонізацію існуючого варіанту таким чином, щоб забезпечити неперервність та послідовність їх застосування та дії.
Перегляд жодним чином не ставив під сумніви чинність попередньо проведеної роботи, не знижує рейтинг країн та не може суттєво змінити програми реформ, що базуються на варіанті 1997 року.
Іншою метою перегляду було покращення, там де це можливо, відповідності Основних Принципів ефективного банківського нагляду та відповідних стандартів щодо безпеки та запобігання відмиванню брудних коштів а також прозорості.
Окрім самих Принципів, Комітет розробив детальніші інструкції щодо оцінки відповідності окремим Принципам, що містяться у документі під назвою «Методологічні роз'яснення до Основних принципів», який вперше був опублікований у 1999 році, та що також був оновлений у процесі перегляду «Основних принципів ефективного банківського нагляду».
1. Цілі, незалежність, повноваження, прозорість та співробітництво: 
Ефективна система банківського нагляду повинна мати чітко визначені обов'язки і цілі для кожного органу, задіяного у нагляді за діяльністю банків. Кожен такий орган
2. Дозволені види діяльності:
 Дозволені види діяльності установ, які підлягають ліцензуванню і нагляду як банки, мають бути чітко визначені, а вживання слова «банк» у назвах має контролюватися якомога ширше.
3. Критерії ліцензування:
 Орган, що здійснює ліцензування, повинен мати повноваження встановлювати критерії і відхиляти заяви від установ, які не відповідають встановленим стандартам. Процес ліцензування, як мінімум, має складатися з оцінки структури власності і управління банку та його розширеної групи, включаючи придатність і відповідність директорів і вищого керівництва, оцінки стратегічного і операційного плану банку, внутрішнього контролю і управління ризиками, а також прогнозованого фінансового стану, у тому числі капітальної бази. У разі, якщо пропонованим власником або материнською організацією є іноземний банк, необхідно отримати попередню згоду від органу нагляду країни походження банку.
4. Передача часток істотної участі:
 Орган нагляду має повноваження розглядати і відхиляти будь-які пропозиції щодо передачі іншим сторонам часток істотної участі або контрольних пакетів акцій в існуючих банках, які знаходяться в прямому або опосередкованому володінні.
5. Основні придбання:
 Орган нагляду повинен мати повноваження перевіряти за встановленими критеріями основні придбання чи вкладення банку, у тому числі організацію транскордонних операцій, підтверджуючи, що корпоративні утворення чи структури не наражають банки на небажані ризики або не перешкоджають ефективному нагляду.
6. Достатність капіталу:
 Органи нагляду повинні встановлювати для банків розумні і відповідні мінімальні вимоги щодо достатності капіталу, що відображають ризики, на які наражається банк, і визначати складові капіталу, зважаючи на його здатність покривати збитки. Принаймні для банків, які здійснюють міжнародну діяльність, ці вимоги не повинні бути нижчими, ніж встановлені Базельською угодою про капітал.
7. Процес управління ризиками:
 Органи нагляду повинні пересвідчитися в наявності у банків та банківських груп процедур для всебічного управління ризиками (включаючи відповідний контроль з боку Ради банку та вищого керівництва) для визначення, оцінки, моніторингу і контролю або зменшення усіх суттєвих ризиків, а також для оцінки їх загальної достатності капіталу по відношенню до їх профілю ризиків. Ці процеси повинні бути відповідними розміру і складності установи.
8. Кредитний ризик:
 Органи нагляду повинні пересвідчитися, що у банках існує процес управління кредитним ризиком, який враховує профіль ризиків установи, а також є пруденційні принципи і процедури для визначення, оцінки, моніторингу і контролю кредитного ризику (включаючи ризик контрагента). Це має включати процедури надання кредитів і здійснення інвестицій, оцінку якості таких кредитів і інвестицій та поточне управління кредитним і інвестиційним портфелями.
9. Проблемні активи і резерви для відшкодування можливих втрат:
 Органи нагляду мають бути переконані у тому, що банки встановлюють і дотримуються адекватних принципів і процесів управління проблемними активами та оцінки достатності резервів для відшкодування можливих втрат.
10. Обмеження на великі сумарні обсяги наданих кредитів (максимальний розмір ризику):
 Органи нагляду повинні пересвідчитися у тому, що банки мають політику та процедури, які дають можливість керівництву визначати й керувати концентраціями у портфелі, і органи нагляду мають встановлювати пруденційні ліміти для обмеження максимального розміру ризику щодо окремих осіб або груп пов'язаних осіб.
11. Кредитування споріднених осіб:
 З метою запобігання зловживанням при кредитуванні споріднених осіб (як у балансі, так і поза балансом) та вирішення питання конфлікту інтересів органи нагляду повинні встановити вимоги, щоб банки кредитували споріднені компанії і фізичних осіб з дотриманням принципу «на відстані витягнутої руки»; щоб здійснювався ефективний моніторинг такого кредитування; щоб вживалися належні заходи для контролю і зменшення ризиків; та щоб списання таких кредитів відбувалося згідно із стандартними принципами і процесами.
12. Ризик країни та ризик переказу:
 Органи нагляду повинні пересвідчитися, що банки мають відповідні принципи та процеси для визначення, оцінювання, моніторингу і контролю ризику країни та ризику переказу при здійсненні міжнародної діяльності з кредитування й інвестування, а також для підтримання адекватних резервів для відшкодування втрат за такими ризиками.
13. Ринковий ризик:
 Органи нагляду мають бути переконані у тому, що у банках існують принципи і процедури для ретельного визначення, оцінки, моніторингу і контролю ринкових ризиків; органи нагляду повинні мати повноваження щодо встановлення конкретних обмежень та/або спеціальних вимог до капіталу щодо ринкових ризиків, якщо на це є підстави.
14. Ризик ліквідності:
 Органи нагляду повинні бути переконані в наявності у банків стратегії управління ліквідністю, яка враховує профіль ризиків установи, поряд з пруденційними принципами й процесами для визначення, вимірювання, моніторингу та контролю ризику ліквідності, а також для управління ліквідністю на щоденній основі. Органи нагляду вимагають від банку наявності планів на випадок непередбачених обставин для вирішення проблем з ліквідністю.
15. Операційний ризик:
 Органи нагляду мають пересвідчитися в наявності у банків принципів і процедур управління ризиками для визначення, оцінювання, моніторингу і контролю/зменшення операційного ризику. Ці принципи і процедури мають відповідати розміру і ступеню складності діяльності банку.
16. Процентний ризик у банківській книзі:
 Органи нагляду мають пересвідчитися в наявності у банків ефективних систем для визначення, оцінювання, моніторингу та контролю процентного ризику в банківській книзі, включаючи чітко визначену стратегію, яка затверджена Радою і впроваджується вищим керівництвом банку; вони мають відповідати розміру і складності діяльності банку.
17. Внутрішній контроль і аудит:
 Органи нагляду мають пересвідчитися в наявності в банках систем внутрішнього контролю, що є адекватними їх розміру та складності діяльності. Вони повинні включати чіткі механізми делегування повноважень і відповідальності; відокремлення функцій, пов'язаних із прийняттям банком на себе зобов'язань, виплатою його коштів та обліком його активів і зобов'язань; вивірку цих процесів; захист активів банку та відповідні незалежні функції внутрішнього аудиту і перевірки відповідності встановленим вимогам для визначення дотримання цих процедур контролю, а також чинних законів і нормативно-правових актів.
18. Фінансові зловживання:
 Органи нагляду повинні пересвідчитися в тому, що банки мають належні принципи та процедури, включаючи жорсткі правила «знай свого клієнта», які сприяють встановленню високих етичних та професійних стандартів у фінансовому секторі та запобігають навмисному чи ненавмисному використанню банку для здійснення злочинної діяльності.
19. Підхід до наглядової діяльності:
 Система ефективного банківського нагляду вимагає від наглядових органів належного розуміння операцій, здійснюваних кожним окремим банком та групою банків, а також банківською системою в цілому, з концентрацією уваги на її безпеці, надійності та стабільності.
20. Методи нагляду:
 Ефективна система банківського нагляду має складатись з певних форм виїзного та безвиїзного нагляду, а також передбачати регулярні контакти з керівництвом банків.
21. Наглядова звітність:
 Органи нагляду повинні мати засоби збору, розгляду та аналізу статистичної та іншої звітності банків, що подається до органу нагляду, на неконсолідованій і консолідованій основі, а також засоби незалежної перевірки достовірності цієї інформації шляхом проведення виїзних перевірок або залучення зовнішніх експертів.
22. Бухгалтерський облік та розкриття інформації:
 Органи нагляду повинні пересвідчитися в тому, що кожний банк належним чином здійснює бухгалтерський облік операцій відповідно до положень та практики ведення бухгалтерського обліку, що широко застосовується в світовій практиці, та оприлюднює на регулярній основі фінансову звітність, яка достовірно відображає його фінансовий стан та прибутковість.
23. Повноваження органів нагляду щодо застосування виправних дій:
 Органи нагляду повинні мати у своєму розпорядженні адекватні наглядові заходи для застосування своєчасних виправних дій. Ці заходи передбачають можливість, там де це потрібно, відкликати банківську ліцензію або надати рекомендації щодо її відкликання.
24. Консолідований нагляд:
 Важливим елементом банківського нагляду є здатність органів нагляду здійснювати нагляд за банківською групою на консолідованій основі, проводячи адекватний моніторинг і там, де це потрібно, застосовуючи відповідні пруденційні норми щодо усіх аспектів діяльності, що здійснюється групою у міжнародному масштабі.
25. Відносини між наглядовими органами країни походження та країни перебування:
 Консолідований нагляд з урахуванням закордонної діяльності потребує співпраці та обміну інформацією між органами нагляду країни походження та різними іншими органами нагляду, що залучені до цього, головним чином з органами банківського нагляду країни перебування. Органи банківського нагляду повинні вимагати здійснення іноземними банками операцій у відповідній країні з дотриманням тих же стандартів, які застосовуються до національних установ.